# Amadora
Amadora (portugisiskt uttal: [ɐmɐˈðoɾɐ]
 ( lyssna)) är en stad och en kommun i Portugal, i den nordvästra delen av Storstadsområdet Lissabon (Área Metropolitana de Lisboa).
Amadora är en av de folkrikaste städerna i Portugal. Den är sammanvuxen med Lissabon inom storstadsområdet, som har 2,8 miljoner invånare. Amadora är en kranskommun och sovstad till Lissabon, men samtidigt belägen endast nio kilometer från den mycket sköna och kuperade skogbevuxna sommarslottsträdgården i Sintra. Staden är huvudorten i Amadora-kommunen, vilken ingår i Lissabon-distriktet.

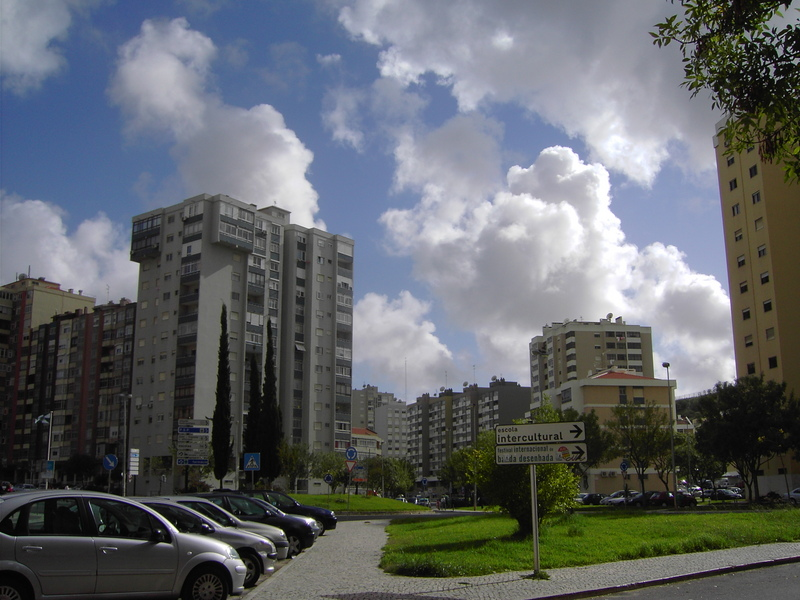
Stadsdelen Alfornelos, med ett ganska typiskt bostadsområde för Amadora i Portugal.

Kommunen har en yta på 24,00 km² och en befolkning på 171 454 invånare (2021), vilket gör Amadora till den mest tätbefolkade kommunen i Portugal. Kommunen bildades den 11 september 1979, då den upphörde att vara en församling inom Oeiras kommun. Amadora fick därefter stadsprivilegier. Den består av sex freguesias (kommundelar).
- Águas Livres
- Alfragide
- Encosta do Sol
- Falagueira-Venda Nova
- Mina de Água
- Venteira

Amadora och Lissabon har gemensamma kommunikationer när det gäller tunnelbana, buss och tåg. 
Amadora fungerar till stor del som en bostadsförort till huvudstaden, och landskapet domineras av höga flerbostadshus och vissa industrier. 
I Amadora finns också Portugals största koncentration av afrikanska invandrare, främst från de före detta kolonierna Angola och Kap Verde, samt i viss mån Moçambique. Flera stora projekt för att göra betongförorten grönare och trevligare och olika rehabiliteringsinsatser avseende befolkningen är igång sedan slutet av förra millenniet, men Amadora är fortfarande en stad med högre kriminalitet än det nationella genomsnittet. 
Bilvägarna är ökända för sina trafikstockningar.

## Kända personer från Amadora
- Teresa Salgueiro, sångare